# Wolf F. Fischer-Winkelmann
Wolf F. Fischer-Winkelmann (* 7. Mai 1941 in Augsburg; † 31. August 2009) war ein deutscher Wirtschaftswissenschaftler.

## Werdegang
Fischer-Winkelmann absolvierte zunächst eine Banklehre, die er mit Auszeichnung abschloss. Im Anschluss studierte er an den Universitäten München und Erlangen-Nürnberg. In Nürnberg legte er die Diplomprüfung für Diplomkaufleute ab und promovierte im Februar 1972 daselbst zum Dr. rer. pol.
Von 1969 bis 1974 arbeitete er an der Universität Erlangen-Nürnberg als Assistent bzw. Lehrassistent. Während dieser Zeit übernahm er eine Vertretung am Lehrstuhl für Betriebswirtschaftslehre der Universität Frankfurt. 1975 habilitierte er sich in Wuppertal für das Fach Betriebswirtschaftslehre und folgte einem Ruf an die Bergische Universität-Gesamthochschule Wuppertal. 1980 wechselte er auf den Lehrstuhl für allgemeine Betriebswirtschaftslehre, insbesondere Controlling, der Universität der Bundeswehr in München. Gemeinsam mit Gottfried Bähr veröffentlichte er eine Reihe von Standardlehrbüchern.
Über seine Forschungs- und Lehrtätigkeit hinaus war Fischer-Winkelmann von 1991 an Vorsitzender des Instituts für angewandte Wirtschaftsforschung (ifw) in München. Ab 1985 war er von der Industrie- und Handelskammer München und Oberbayern öffentlich bestellter und vereidigter Sachverständiger für Unternehmensbewertung und Gewinnermittlung. Zudem gehörte er Beiräten bzw. Aufsichtsräten verschiedener Unternehmen an und war als Gutachter für Bundes- und Landesministerien tätig.

## Ehrungen
- 2006: Festschrift